# Carlton Publishing Group
Carlton Publishing Group és un editor de llibres de referència il·lustrada, biografia, oci i entreteniment de Londres. Publica llibres sota els segells editorials de Carlton, Goodman, Goodman Fiell, André Deutsch, Prion i Carlton Kids. Originalment conegut com a Goodman Books després del seu creador i editor i president, Jonathan Goodman, la companyia va formar ràpidament aliances de negocis amb el grup líder de mitjans londinencs Carlton Communications per actuar com a braç editorial del grup i va prendre el nom de Carlton Books. Després d'alguns anys, Carlton Books va tancar els seus llaços formals amb Carlton Communication, però va mantenir el nom. El nom actual reflecteix l'adquisició de diverses altres editorials amb seu a Londres. Carlton Books és la marca principal de Carlton Publishing Group, especialitzada en llibres de no ficció il·lustrats que cobreixen totes les àrees de la història, esport, humor i entreteniment, trencaclosques i jocs, referència d'oci i estil de vida.